# Zwitserse parlementsverkiezingen 2007
De Zwitserse federale verkiezingen van 2007 werden op 21 oktober gehouden voor de twee kamers tellende Bondsvergadering.
De twee kamers van de Bondsvergadering (Bundesversammlung/ Assemblée fédérale/ Assemblea Federale/ Assemblea Federala):
- Nationale Raad (Nationalerat/ Conseil National/ Consiglio Nazionale/ Cussegl Naziunal), bestaat uit 200 leden die via het algemeen kiesrecht worden gekozen op basis van het stelsel van evenredige vertegenwoordiging voor de duur van vier jaar. De Nationale Raad is het lagerhuis van de Bondsvergadering.
- Kantonsraad (Ständerat/ Conseil des États/ Consiglio degli Stati/ Cussegl dals Stadis), bestaat 46 leden die via algemeen, enkelvoudig kiesrecht worden gekozen voor de duur van vier jaar. In elk van 20 kantons worden twee kandidaten gekozen die worden afgevaardigd naar de Kantonsraad. In elk van de 6 halfkantons[1] wordt er één kandidaat gekozen die wordt afgevaardigd naar de Kantonsraad. De Kantonsraad is het hogerhuis van de Bondsvergadering.

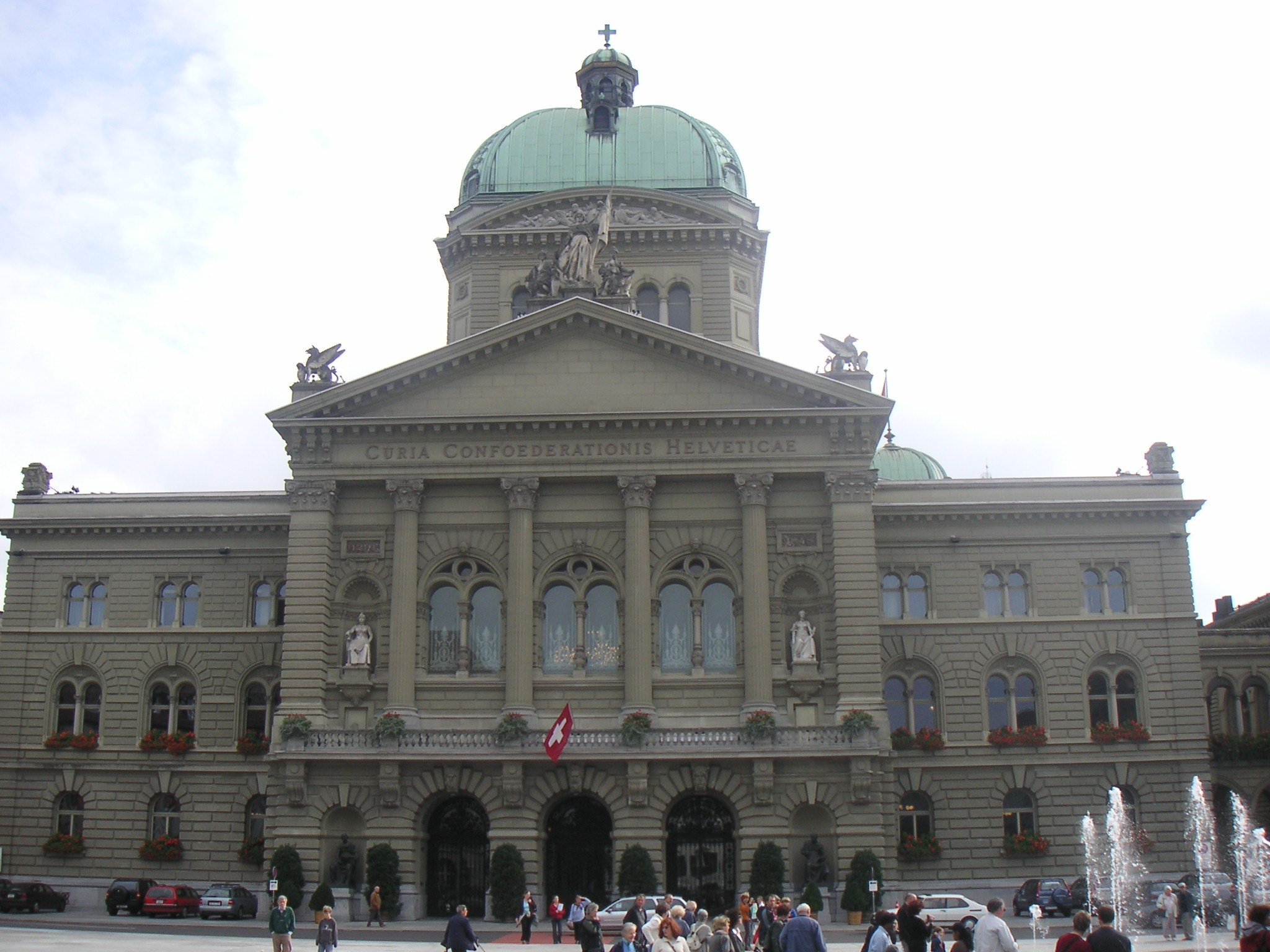
Vooraanzicht van het Bondshuis, zetel van de Bondsvergadering
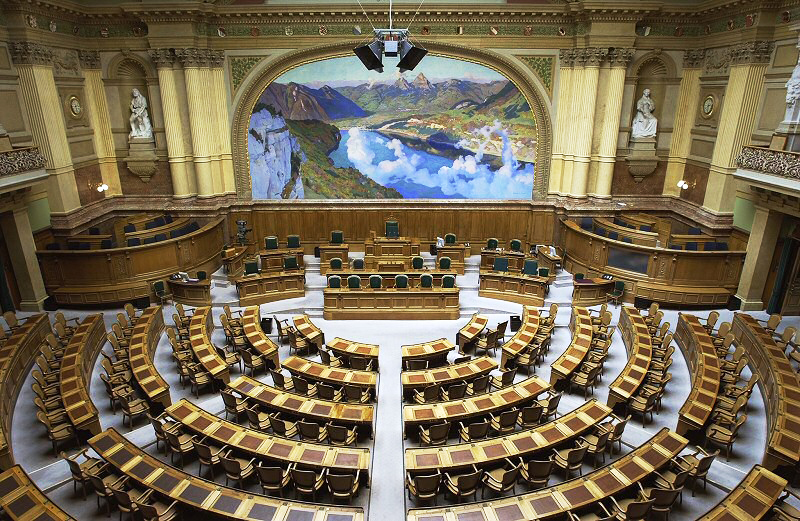
Interieur Nationale Raad
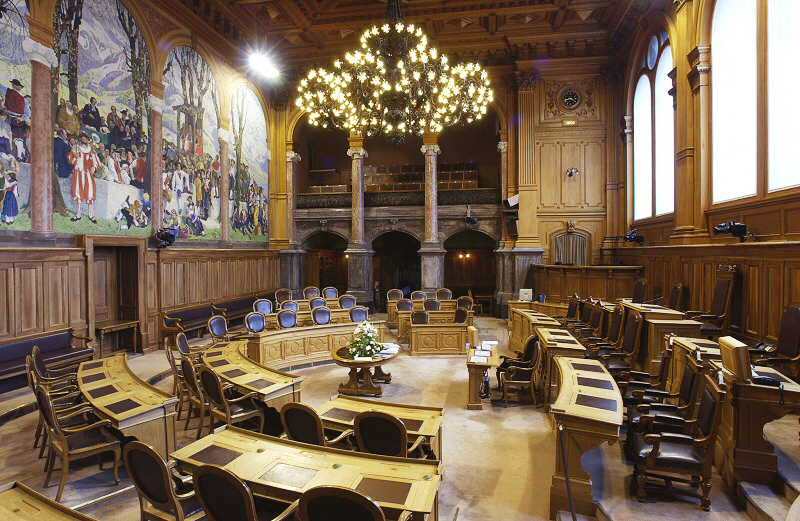
Interieur Kantonsraad

## Partijen
Aan de Zwitserse verkiezingen deden tal van partijen mee met verschillende ideologieën. Hieronder een overzicht van de belangrijkste partijen en ideologie. (De partijen vertegenwoordigd in de regering, de Bondsraad, zijn vetgedrukt.)
| Partij                                           | ideologie                                     |
| ------------------------------------------------ | --------------------------------------------- |
| Alternatieve Kanton Zug (SGA)                    | socialisme                                    |
| Christelijk Sociale Partij van Zwitserland (CSP) | Christen-socialisme                           |
| Christendemocratische Volkspartij (CVP)          | Christendemocratisch                          |
| Evangelische Volkspartij                         | Christendemocratie                            |
| Federaal-Democratische Unie (EDU)                | conservatisme/Christendemocratie              |
| Groene Partij van Zwitserland (GPS)              | ecologisme                                    |
| Groen-Liberale Partij (GLP)                      | ecologisme/liberalisme                        |
| Liga van Ticino (Lega)                           | conservatisme/populisme/Ticinees nationalisme |
| Liberale Partij van Zwitserland (LPS)            | conservatief-liberalisme                      |
| Sociaaldemocratische Partij van Zwitserland (SP) | sociaaldemocratie                             |
| SolidaritéS                                      | marxisme-leninisme/trotskisme                 |
| Vrijheidspartij van Zwitserland (FPS)            | conservatisme/populisme                       |
| Vrijzinnig Democratische Partij (FDP)            | liberalisme                                   |
| Zwitserse Democraten (SD)                        | conservatisme/populisme                       |
| Zwitserse Partij van de Arbeid (PdA)             | communisme/links-socialisme                   |
| Zwitserse Volkspartij (SVP)                      | conservatisme/nationalisme                    |

## Campagne
Tijdens de campagne legden de rechts-nationalistische SVP en de kleinere populistische partijen (SD, FPS, Lega) de nadruk op aanscherping van het vreemdelingenbeleid en de behoud van de traditionele Zwitserse waarden. De SVP speelde in op de gevoelens die leven onder een deel van het Zwitserse volk, zoals de angst voor de vreemdeling. Bekend werd de SVP met een verkiezingsposter waarop een aantal witte schapen een zwart schaap van de Zwitserse vlag schoppen. De witte schapen verwijzen naar een sterke arm der wet die de Zwitsers nodig hebben om de criminele vreemdeling (het zwarte schaap) het land uit te schoppen. De SVP streeft naar de uitwijzing van vreemdelingen die een ernstig misdrijf hebben gepleegd om zo "het land veilig te maken voor onze kinderen, vrouwen en mannen". Bijzondere nadruk legde de SVP op het drugsgebruik van de jeugd. Volgens de SVP moet drugsgebruik en handel in drugs hard worden aangepakt. Onderdeel van de verkiezingscampagne van de SVP was een filmpje getiteld Himmel und Hölle, waarin het drugsmisbruik door de jeugd werd getoond. De tegenstanders van de SVP vonden het filmpje smakeloos. De harde campagne van de SVP en het inspelen op de volksgevoelens droegen bij aan de verkiezingsoverwinning van de SVP.
De Christendemocratische CVP en de kleinere Christelijke partijen (EDU, EVP, met uitzondering van de CSP) legden tijdens de campagne net als de SVP de nadruk op een strenger drugsbeleid. De euroscepsis die overheerste bij de kleine EDU werden echter niet gedeeld door de pro-Europese CVP. De CVP voerde een campagne waarin de nadruk werd gelegd op toenadering tot de EU. Een prominente rol in de CVP-campagne speelde het terugdringen van de CO2-uitstoot en een sociaal-liberaal beleid in overeenstemming met de traditionele Christelijke waarden die de grondslag vormen van de Zwitserse democratie. De populariteit van Bondsraad (regeringslid) Doris Leuthard werd tijdens de CVP-campagne flink uitgebuit. De CVP was de enige pro-Europese partij die winst boekte.

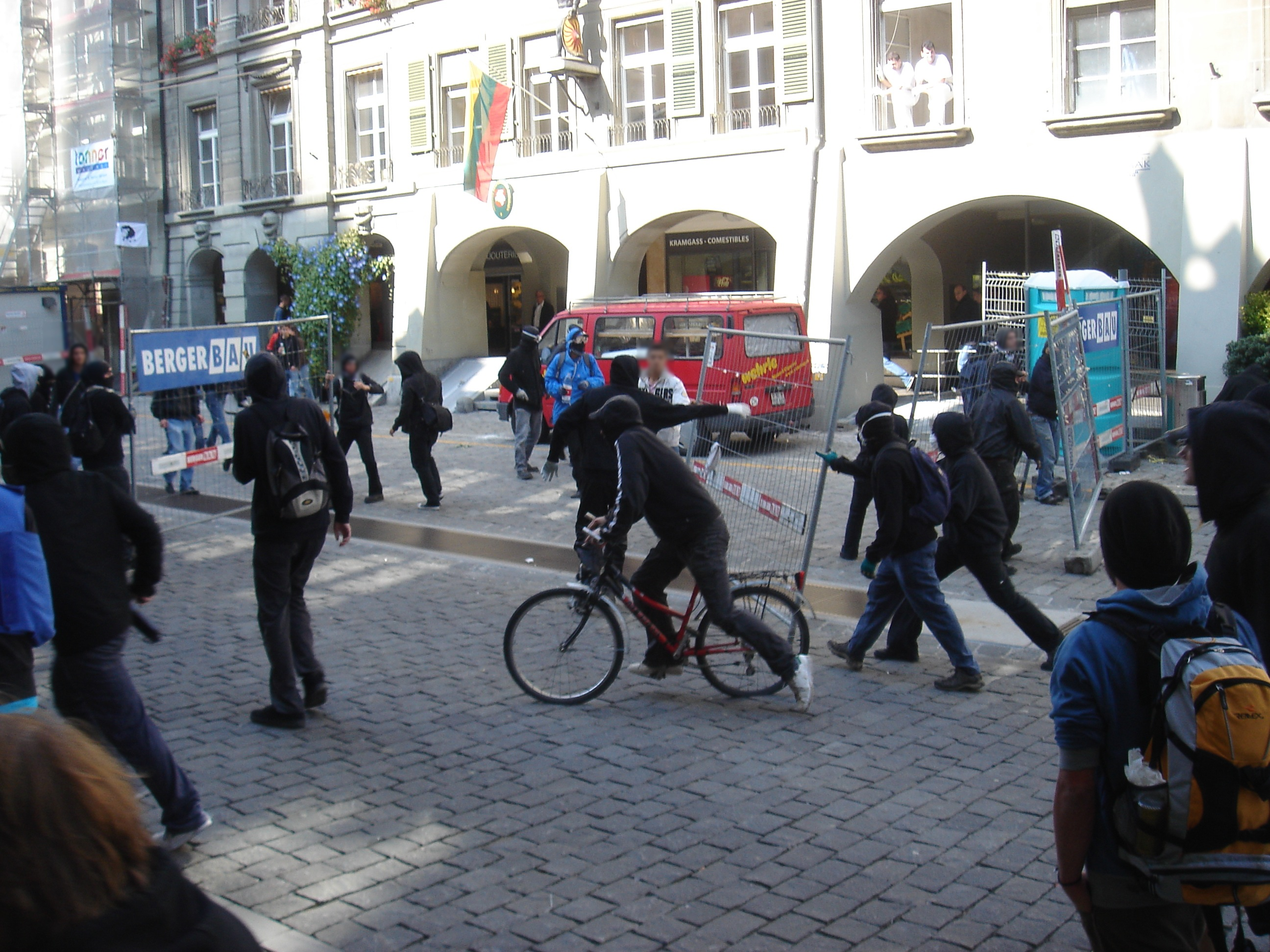
SVP-demonstratie

Net als de CVP legde de SP de nadruk op toenadering tot Europa. De SP verzette zich tegen de vreemdeling gerichte SVP-campagne die zij als populistisch afdeed. De SP voerde ook campagne voor een belastinghervorming en een innoverende milieupolitiek. De SP maakte tijdens haar campagne veel gebruik van het internet. Via blogs en online-advertenties probeerde men de kiezer te bereiken. Deze inspanningen ten spijt, voorkwam niet de verkiezingsnederlaag van de sociaaldemocraten.
De GPS, de groene partij, voerde campagne voor een actieve klimaatpolitiek, gericht op het zuiniger omgaan met de fossiele brandstoffen en het de propagering van duurzame energie. De campagne van de Groen-Liberale Partij week niet veel af van die van de GPS.
De FDP (pro-Europa) voerde een zgn. "positieve" campagne om te laten zien wat er de afgelopen jaren allemaal dankzij de FDP tot stand was gekomen. Onder de titel Hop Sviz richtte de FDP zich op vier zaken: "De intelligente Zwitser," de "Open Zwitser," de "Rechtvaardigde Zwitser" en de "Welvarende Zwitser". Het positieve karakter van de FDP-campagne leidde niet tot goede resultaten.

## Gereserveerde zetels in deNationale Raadperkanton
| Kanton                 | aantal zetels |
| ---------------------- | ------------- |
| Aargau                 | 15            |
| Appenzell Ausserrhoden | 1             |
| Appenzell Innerrhoden  | 1             |
| Basel-Landschaft       | 7             |
| Bazel-Stad             | 5             |
| Bern                   | 26            |
| Fribourg               | 7             |
| Genève                 | 11            |
| Glarus                 | 1             |
| Graubünden             | 5             |
| Jura                   | 2             |
| Luzern                 | 10            |
| Neuchâtel              | 5             |
| Nidwalden              | 1             |
| Obwalden               | 1             |
| Sankt Gallen           | 12            |
| Schaffhausen           | 2             |
| Schwyz                 | 4             |
| Solothurn              | 7             |
| Ticino                 | 8             |
| Thurgau                | 6             |
| Uri                    | 1             |
| Wallis                 | 7             |
| Zug                    | 3             |
| Zürich                 | 34            |

## Uitslagen
De verkiezingen werden gewonnen door de conservatief-populistische Zwitserse Volkspartij (SVP), die 29% van de stemmen kreeg, goed voor 62 zetels in de Nationale Raad, een winst van 7 zetels ten opzichte van de parlementsverkiezingen van 2003. De Sociaaldemocratische Partij van Zwitserland (SP) de grote verliezer en ging van 52 naar 43 zetels. De andere grote winnaar is de Groene Partij van Zwitserland (GPS). De GPS won voor de tweede keer op rij en kreeg er zeven zetels bij. De GPS kwam op 20 zetels. De gematigde Christendemocratische Volkspartij (CVP), die het bij de parlementsverkiezingen van 2003 slecht deden, herstelden zich en werden met 31 zetels even groot als de Vrijzinnig Democratische Partij (FDP) die voor de tweede keer op rij een nederlaag leden (-5). De kleinere partijen boekten nauwelijks winst. De linkse Alternative Kanton Zug, een partij die met name in het kanton Zug populair was, verdween samen met de rechts-populistische Zwitserse Democraten uit de Nationale Raad. SolidaritéS, een marxistisch-leninistische partij die voor de verkiezingen een lijstverbinding met de uiterst linkse Zwitserse Partij van de Arbeid (PdA) was aangegaan verloor haar enige zetel in het parlement. De in juli 2007 tot stand gekomen federale Groen-Liberale Partij verkreeg 3 zetels. De Zürcher Groen-Liberale Partij, haar voorganger, was sinds 2004 met één zetel in de Nationale Raad vertegenwoordigd.
Voorlopige uitslag 21 oktober 2007:

### Nationale Raad
| Partij | Partij                                      | Duitse/Franse/Italiaanse/Retoromaanse naam | %             | Zetels  |
| ------ | ------------------------------------------- | --- | ------------- | ------- |
|        | Zwitserse Volkspartij                       | Sweizerische Volkspartei Union Démocratique du Centre Unione Democratica di Centro Partida Populara Svizra                                               | 29,0% (+2,3%) | 62 (+7) |
|        | Sociaaldemocratische Partij van Zwitserland | Sozialdemokratische Partei der Schweiz Parti Socialiste Suisse Partito Socialista Svizzero Partida Socialdemocrata da la Svizra                          | 19,5% (-3,8%) | 43 (-9) |
|        | Vrijzinnig Democratische Partij             | Freisinnig Demokratische Partei der Schweiz Parti Radical-Démocratique Partito Liberale Radicale Svizzero Partida Liberaldemocrata Svizra                | 15,6% (-1,5%) | 31 (-5) |
|        | Christendemocratische Volkspartij           | Christlichdemokratische Volkspartei der Schweiz Parti Démocrate-Chrétien Suisse Partito Popolare Democratico Svizzero Partida Cristiandemocratica Svizra | 14,6% (0,2%)  | 31 (+3) |
|        | Groene Partij van Zwitserland               | Grüne Partei der Schweiz Les Verts I Verdi — | 9,6% (2,2%)   | 20 (+7) |
|        | Liberale Partij van Zwitserland             | Liberale Partei der Schweiz Parti Liberal Suisse Partito Liberale Svizzero —                                                                             | 1,8% (-0,4%)  | 4 (-)   |
|        | Groen-Liberale Partij                       | Grünliberale Partei der Schweiz Verts Libéraux Verdi Liberali —                                                                                          | 1,4% (+1,4%)  | 3 (+3)  |
|        | Evangelische Volkspartij van Zwitserland    | Evangelische Volkspartei der Schweiz Parti Évangélique Suisse Partito Evangelico Svizzero Partida Evangelica da la Svizra                                | 2,4% (+0,1%)  | 2 (-1)  |
|        | Federaal-Democratische Unie                 | Eidgenössisch-Demokratische Union Union Démocratique Fédérale Unione Democratica Federale —                                                              | 1,3% (±0,0%)  | 1 (-1)  |
|        | Zwitserse Partij van de Arbeid              | Partei der Arbeid der Schweiz Parti Suisse du Travail - Parti Ouvrier et Populaire Partito Svizzero del Lavoro Partida Svizra da la Lavur                | 0,7% (±0,0%)  | 1 (-1)  |
|        | Liga van Ticino                             | — Lega dei Ticinesi — | 0,5% (+0,1%)  | 1 (0)   |
|        | Christelijk Sociale Partij van Zwitserland  | Christlichsoziale Partei der Schweiz Parti Chrétien-Social Suisse —                                                                                      | 0,4% (±0,0%)  | 1 (-)   |
|        | Overigen                                    | | 3,0%          | (-3)    |
| Totaal | Totaal                                      | |               | 200     |

### Kantonsraad
De definitieve uitslag kwam na een tweede verkiezingsronde die op 27 november 2007 plaatsvond. De centrum gerichte partijen CVP en de FDP bleven grootste partijen in de Kantonsraad, ofschoon de FDP 2 zetels moest inleveren, de CVP behield haar 15 zetels. Voor het eerst in haar geschiedenis wist de Groene Partij twee in de Kantonsraad te veroveren. Robert Cramer uit het kanton Genève en Luc Recordon uit het kanton Wallis zullen bij leven en welzijn de komende jaren de Groenen in de Kantonsraad vertegenwoordigen. De Groen-Liberale Partij – een relatief jonge partij – verwierf één zetel en zal voor het eerst in haar geschiedenis worden vertegenwoordigd door Vera Diener uit het kanton Zürich. Minder bijzonder, maar wel vermeldenswaardig, werd er voor het eerst in het kanton Aargau een vrouwelijke kandidaat, Christine Egerszegi-Obrist (FDP/PRD), in de Kantonsraad gekozen.
Er heeft zich duidelijk een verschuiving naar links voltrokken:
| Partij | Partij                                      | Duitse/Franse/Italiaanse/Retoromaanse naam | Voorl. zetelverd. |
| ------ | ------------------------------------------- | --- | ----------------- |
|        | Christendemocratische Volkspartij           | Christlichdemokratische Volkspartei der Schweiz Parti Démocrate-Chrétien Suisse Partito Popolare Democratico Svizzero Partida Cristiandemocratica Svizra | 15                |
|        | Vrijzinnig Democratische Partij             | Freisinnig Demokratische Partei der Schweiz Parti Radical-Démocratique Partito Liberale Radicale Svizzero Partida Liberaldemocrata Svizra                | 12                |
|        | Sociaaldemocratische Partij van Zwitserland | Sozialdemokratische Partei der Schweiz Parti Socialiste Suisse Partito Socialista Svizzero Partida Socialdemocrata da la Svizra                          | 9                 |
|        | Zwitserse Volkspartij                       | Sweizerische Volkspartei Union Démocratique du Centre Unione Democratica di Centro Partida Populara Svizra                                               | 7                 |
|        | Groene Partij van Zwitserland               | Grüne Partei der Schweiz Les Verts I Verdi - | 2                 |
|        | Groen-Liberale Partij                       | Grünliberale Partei Verts Libéraux Verdi Liberali - | 1                 |
| Totaal | Totaal                                      | | 46                |

| Naam                   | partij             | kanton | URL |
| ---------------------- | ------------------ | ------ | --- |
| Hans Altherr           | FDP/PRD            | AR     |     |
| Anne Seydoux           | CVP/PDC            | JU     |     |
| René Imoberdorf        | CVP/PDC            | VD     |     |
| Alain Berset           | SP/PS              | FR     |     |
| Peter Bieri            | CVP/PDC            | ZG     |     |
| Ivo Bischofberger      | CVP/PDC            | AI     |     |
| Didier Burkhalter      | FDP/PRD            | NE     |     |
| Christoffel Brändli    | SVP/UDC            | GR     |     |
| Peter Briner           | FDP/PRD            | SH     |     |
| Pasquier Liliane Maury | SPS/PSS            |        |     |
| Hermann Bürgi          | SVP/UDC            | TG     |     |
| Rolf Büttiker          | FDP/PRD            | SO     |     |
| Eugen David            | CVP/PDC            | SG     |     |
| Jean-René Fournier     | CVP/PDC            | VS     |     |
| Rolf Escher            | CVP/PDC            | VS     |     |
| Anita Fetz             | SPS/PSS            | BS     |     |
| Erika Foster           | FDP/PRD            | SG     |     |
| Bruno Frick            | CVP/PDC            | SZ     |     |
| Claude Janiak          | SPS/PSS            | BL     |     |
| Claude Hêche           | SPS/PSS            | JU     |     |
| Hannes Germann         | SVP/UDC            | SH     |     |
| Felix Gutzwiller       | FDP/PRD            | ZH     |     |
| Hans Hess              | FDP/PRD            | OW     |     |
| Vera Diener            | GLP/Verts Libéraux | ZH     |     |
| Hansheiri Inderkun     | CVP/PDC            | UR     |     |
| This Jenny             | SVP/UDC            | GL     |     |
| Alex Kuprecht          | SVP/UDC            | SZ     |     |
| Luc Recordon           | GPS/Verts          | VD     |     |
| Werner Lüginbuhl       | SVP/UDC            | BE     |     |
| Ernst Leuenberger      | SPS/PSS            | SO     |     |
| Helen Leumann          | FDP/PRD            | LU     |     |
| Dick Marty             | FDP/PRD            | TI     |     |
| Theo Maissen           | CVP/PDC            | GR     |     |
| Filippo Lombardi       | CVP/PDC            | TI     |     |
| Gisèle Ory             | SP/PS              | NE     |     |
| Christine Egerszegi    | FDP/PRD            | AG     |     |
| Maximilian Reimann     | SVP/UDC            | AG     |     |
| Robert Cramer          | GPS/Verts          | GE     |     |
| Fritz Schiesser        | FDP/PRD            | GL     |     |
| Urs Schwaller          | CVP/PDC            | FR     |     |
| Rolf Schweiger         | FDP/PRD            | ZG     |     |
| Paul Niederberger      | CVP/PDC            | NW     |     |
| Simonetta Sommaruga    | SPS/PSS            | BE     |     |
| Hansruedi Stadler      | CVP/PDC            | UR     |     |
| Philipp Stähelin       | CVP/PDC            | TG     |     |
| Konrad Graber          | CVP/PDC            | LU     |     |

## Bondsraadsverkiezingen
Het nieuwgekozen parlement koos op 17 december 2007 voor de duur van vier jaar een nieuwe regering, de Bondsraad (Bundesrat/ Conseil Fédéral/ Consiglio Federale/ Cussegl Federal). De Bondsraad bestaat uit zeven Bondsraadsleden (ministers).